# Connezac
Connezac, okzitanisch Conasac, ist eine französische Gemeinde mit 76 Einwohnern (Stand 1. Januar 2022) im Norden des Départements Dordogne in der Region Nouvelle-Aquitaine (vor 2016 Aquitanien). Sie gehört zum Arrondissement Nontron, zum Kanton Périgord Vert Nontronnais und zum Gemeindeverband Périgord Nontronnais. Die Einwohner werden als Connezacois bzw. Connezacoises bezeichnet.

## Etymologie
Connezac leitet sich vom gallorömischen Eigennamen Conatius ab, gefolgt vom Suffix -acum als Ortsangabe bzw. Besitzanspruch.

## Geographie

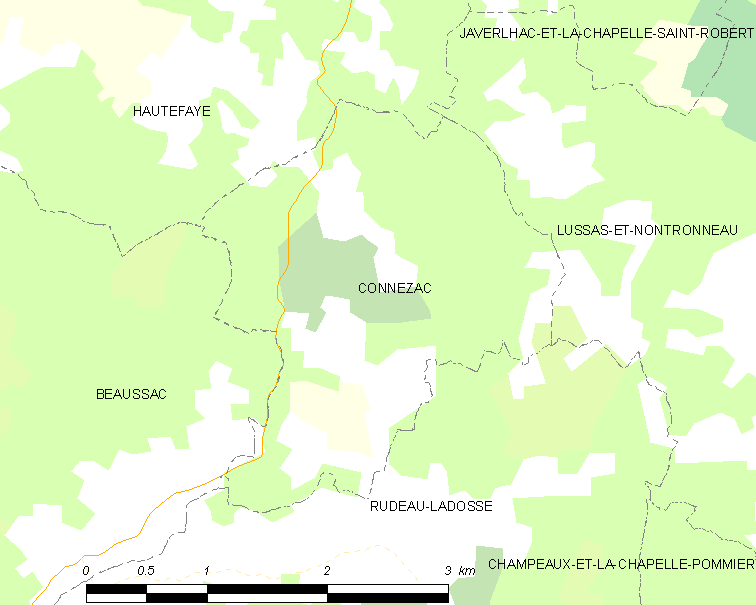
Lagekarte von Connezac

Die Gemeinde Connezac liegt acht Kilometer nordöstlich von Mareuil und elf Kilometer westsüdwestlich von Nontron (Luftlinie).
Sie wird von den folgenden vier Gemeinden umgeben:
|                                        | Hautefaye                                   |                       |
| Mareuil en Périgord (vormals Beaussac) | Kompassrose, die auf Nachbargemeinden zeigt | Lussas-et-Nontronneau |
|                                        | Rudeau-Ladosse                              |                       |

Die Gemeinde verfügt über keinen Ortskern. Sie besteht neben dem Schloss Château de Connezac aus folgenden Weilern,  Gehöften und Geländepunkten: Fontenille, Lafarge, Le Lac Noir, Le Maine, Les Maisons Brûlées, Les Pouyaux, Maine du Bost, Maine Rousset und Roncevaux.
Die Mairie befindet sich in Maine Rousset.
Der topographisch tiefste Punkt des Gemeindegebietes liegt mit 118 Metern über dem Meer am Ruisseau de Beaussac im Südwesten, der höchste Punkt mit 209 Metern etwas südlich vom Weiler Lafarge. Die absolute Höhendifferenz beträgt 91 Meter. Die Mairie in Maine Rousset befindet sich auf 200  Meter Meerhöhe.
Connezac ist flächenmäßig die kleinste Gemeinde im Kanton Périgord Vert Nontronnais und hat auch die wenigsten Einwohner.

### Verkehrsanbindung
Am Westrand der Gemeinde Connezac führt die D 93 von Javerlhac kommend nach Süden in Richtung Beaussac vorbei. Von ihr zweigt in der Nordwestecke eine Kommunalstraße ab, welche die einzelnen Ortsteile untereinander verbindet und dann an der Südwestecke wieder in die D 93 mündet. Entlang der Nordgrenze verläuft die D 95 in nordwestlicher Richtung von Lussas nach Hautefaye und Mainzac (Département Charente). Die Ostgrenze wird von einer Kommunalstraße berührt, die eine nord-südliche Querverbindung der D 95 zur D 87 (Nontron-Beaussac) herstellt.

### Bodenbedeckung

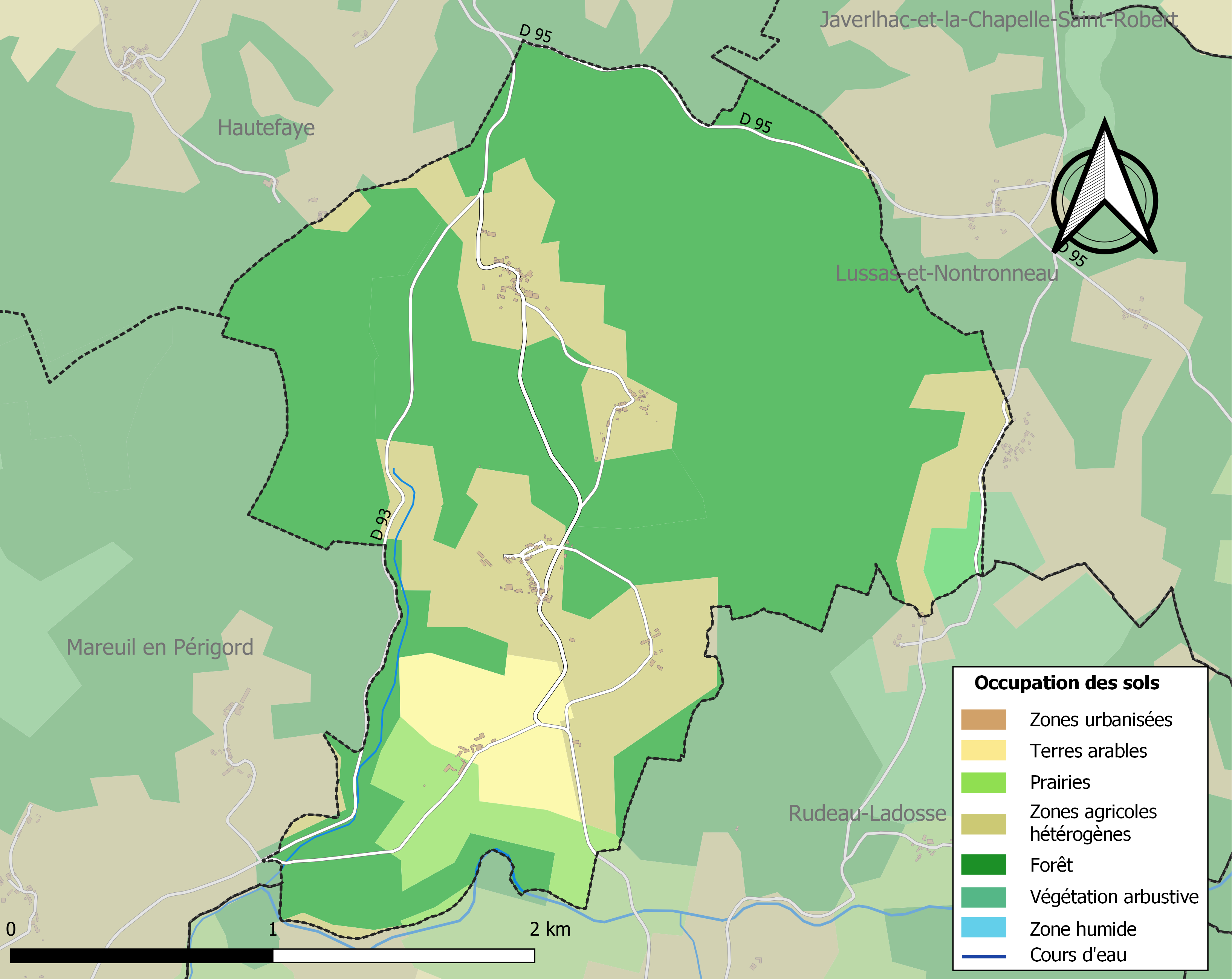
Bodenbedeckung in Connezac

Die Bodenbedeckung der Gemeinde Connezac schlüsselt sich im Jahr 2018 gemäß der europäischen Datenbank CORINE Land Cover (CLC) wie folgt auf:
- Wälder – 67,4 %
- heterogene landwirtschaftliche Nutzung – 22,4 %
- Ackerbau – 4,8 %
- Wiesen – 4,6 %
- Buschwerk – 0,8 %

Die Wälder und seminaturellen Ländereien stehen 2018 eindeutig im Vordergrund. Sie sind mit 68,2 % gegenüber 1990 (69,6 %) leicht zurückgegangen.

## Klima
Connezac besitzt ein abgeschwächtes ozeanisches Klima, das sich durch folgende Parameter auszeichnet:
| Klimaparameter im Zeitraum 1971-2000 - Jahresmittel: 12,3 °C - Anzahl der Tage unter −5 °C: 2,2 - Anzahl der Tage oberhalb 30 °C: 7,0 - Maximum im Tages-Temperaturunterschied: 14,9 °C - Jahresniederschlag: 989 mm - Niederschlagstage im Januar: 12,6 - Niederschlagstage im Juli: 7,4 |

Durch den Klimawandel zeichnen sich Erhöhungen im Jahresmittel ab, die sich bereits auch bemerkbar machen. So ist beispielsweise an der 67 Kilometer entfernt gelegenen Wetterstation am Flughafen von Limoges-Bellegarde das langjährige Jahresmittel von 11,2 °C für 1971-2000 über 11,4 °C für 1981-2010 auf 11,8 °C für 1991-2020 angestiegen – ein Zuwachs um 0,6 °C innerhalb von 20 Jahren.

## Hydrographie

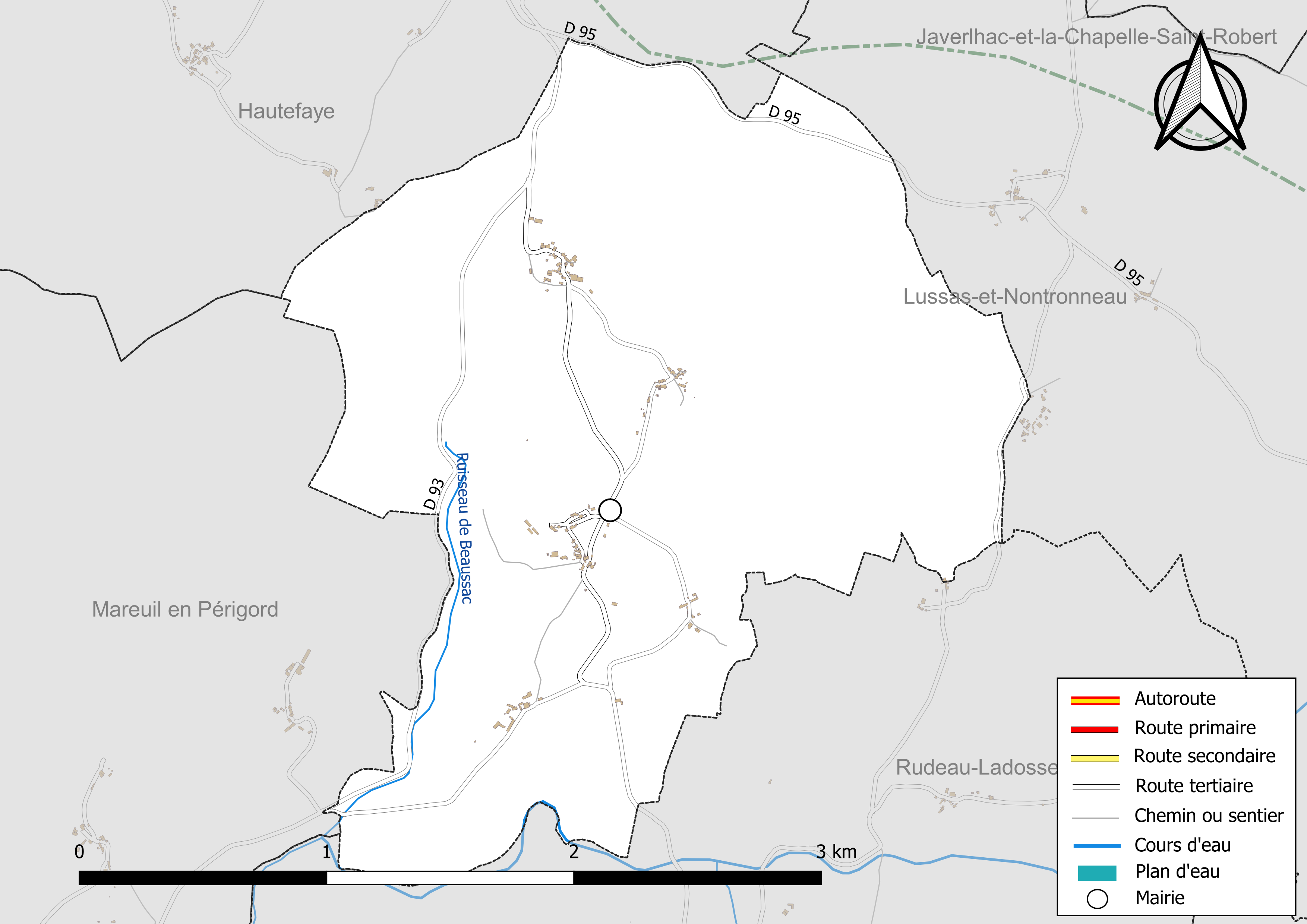
Hydrographische Karte von Connezac

Die Südgrenze der Gemeinde Connezac wird von einem linken Seitenarm des Ruisseau de Beaussac gebildet, welcher seinerseits wiederum einen rechten Nebenfluss der Nizonne darstellt. Der namenlose Bach entspringt bereits östlich von Lussas und entwässert sodann in westliche Richtung. Der eigentliche Ruisseau de Beaussac – obwohl wesentlich kürzer – entspringt im Westteil des Gemeindegebiets und läuft dann 2 Kilometer an der Südwestgrenze entlang, um an der Südwestecke sich mit seinem linken Seitenarm zu vereinigen.
Die Lizonne gehört zum Flusssystem Isle-Dronne.
Die Gesamtlänge des Entwässerungsnetzes beträgt etwas mehr als 3 Kilometer.

## Geologie

Geologische Karte von Connezac

Die Gemeinde Connezac liegt vollständig auf Sedimenten des Aquitanischen Beckens. Strukturell gehört sie zum Nordostflügel der  Südost-streichenden Synkline Combiers-Saint-Crépin-de-Richemont. 
Älteste anstehende Gesteine sind flachliegende Kalke aus dem Dogger (Oberes Bathonium/Oxfordium – Formation j2-6(b)), zu sehen östlich von Fontenille. Es handelt sich hier um eine Wechselfolge von weißen, kreidigen Kalken und beigen Oolithkalken. In der Südwestecke des Gemeindegebiets tritt  dann transgressives Cenomanium auf (Formation c1-2 – grobdetritische, bioklastische Kalke und graugrüne Mergel reich an Austern), das in der Nähe des Schlosses vom Ligérien (weiße, kreidige Kalke aus dem Unterturon – Formation c3a) überlagert wird. 
Das restliche Gemeindegebiet wird von pleistozänem Kolluvium (Formation Ac – fluviatile Tone und Kiese) verhüllt. Im Tal des Ruisseau de Beaussac und seines linken, namenlosen Nebenarmes liegt Alluvium aus der Würm-Kaltzeit und dem Holozän (Formation K).

## Ökologie

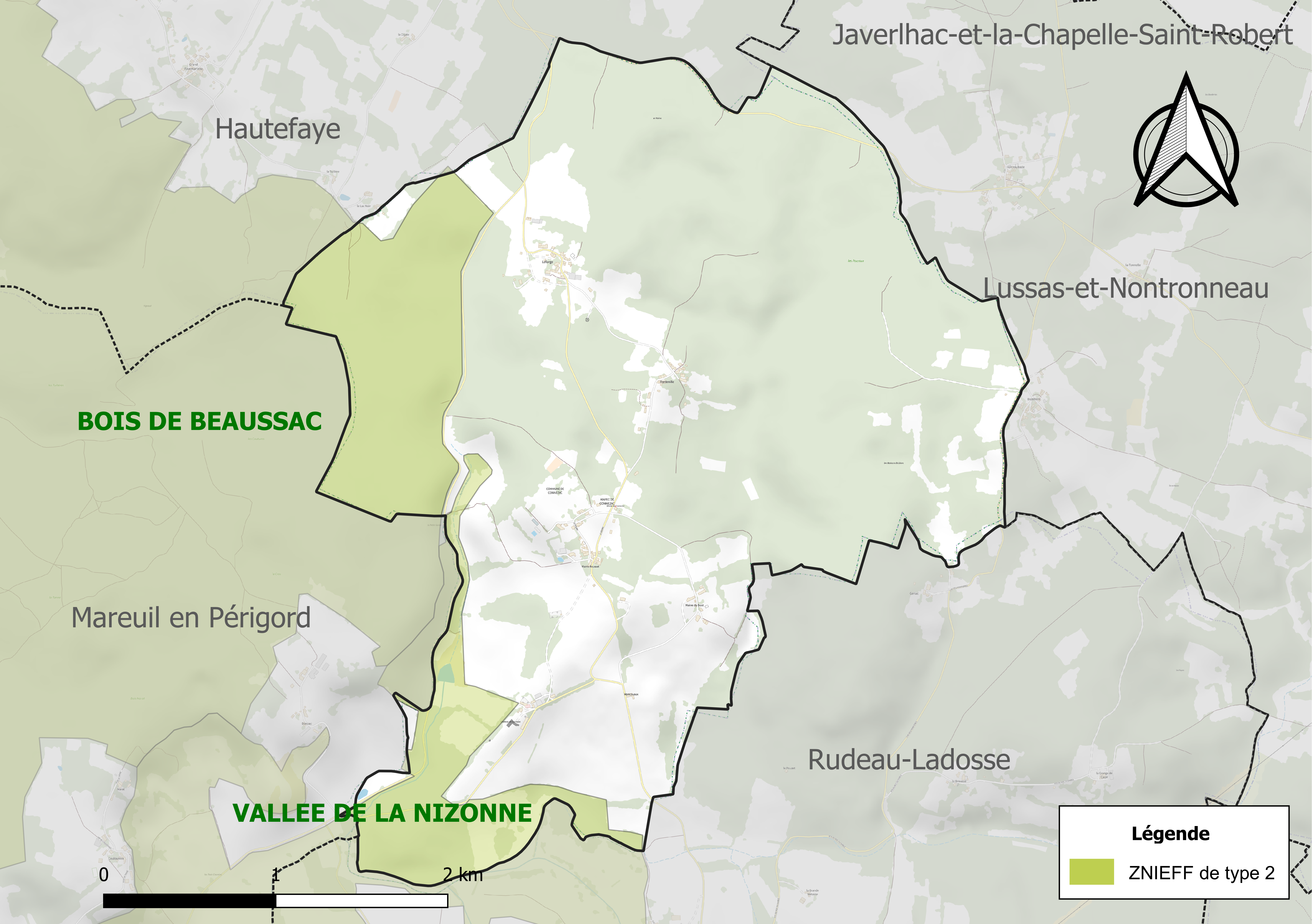
Schutzgebiete des Typus 2

### Naturpark
Die Gemeinde Connezac bildete von 1998 bis August 2011 einen integralen Bestandteil des Regionalen Naturparks Périgord-Limousin. Eine Vertragsverlängerung unterblieb jedoch dann, weswegen die Gemeinde jetzt nicht mehr dem Naturpark angehört.

### Schutzgebiete
Der Ruisseau de Beaussac und sein Nebenarm sind alsZNIEFF (Französisch zone naturelle d'interêt écologique, faunistique et floristique) des Typus 2 ausgewiesen und gehören zum Schutzgebiet Vallée de la Nizonne. Auch der Bois de Beaussac auf der Westseite genießt denselben Schutz.  In diesen Schutzgebieten des Typus 2 finden sich in der Fauna 250 unterschiedliche Taxa, wovon 30 als ausschlaggebend angesehen werden. Darunter 20 Säugetierarten, 7 Insektenarten, 2 Amphibienarten und eine Reptilart. Auch die Flora ist mit über 200 Pflanzenarten überaus reichhaltig, hierunter gelten 9 als charakteristisch.

## Geschichte
Das Château de Connezac geht auf das 16. Jahrhundert zurück.
Die Gemeinde Connezac hieß 1793 noch Connesac und ab 1801 Connezat.

## Bevölkerungsentwicklung
| Jahr | Einwohner |  |
| 1962 | 121       |  |
| 1968 | 111       |  |
| 1975 | 103       |  |
| 1982 | 91        |  |
| 1990 | 56        |  |
| 1999 | 82        |  |
| 2006 | 82        |  |
| 2007 | 82        |  |
| 2008 | 83        |  |
| 2012 | 79        |  |
| 2013 | 78        |  |
| 2015 | 78        |  |
| 2017 | 74        |  |
| 2019 | 71        |  |

Quelle: INSEE
Die Gemeinde Connezac hat bis 1990 über die Hälfte seiner Einwohner verloren. Seitdem haben sich die Einwohnerzahlen wieder stabilisiert.

## Präsidentschaftswahlen 2022
| Kandidaten                       | Kandidaten            | Parteien                      | Parteien            | 1. Wahlgang | 1. Wahlgang | 2. Wahlgang | 2. Wahlgang |
| Kandidaten                       | Kandidaten            | Parteien                      | Parteien            | Stimmen     | %           | Stimmen     | %           |
| -------------------------------- | --------------------- | ----------------------------- | ------------------- | ----------- | ----------- | ----------- | ----------- |
|                                  | Marine Le Pen         | Front national                | FN                  | 18          | 35,29 %     | 24          | 54,55 %     |
|                                  | Emmanuel Macron       | En marche !                   | EM                  | 12          | 23,53 %     | 20          | 45,45 %     |
|                                  | Jean-Luc Mélenchon    | Front de gauche               | FDG                 | 8           | 15,69 %     |             |             |
|                                  | Éric Zemmour          | Reconquête                    |                     | 3           | 5,88 %      |             |             |
|                                  | Valérie Pécresse      | Les Républicains              | LR                  | 5           | 9,80 %      |             |             |
|                                  | Jean Lassalle         | Résistons !                   | R                   | 2           | 3,92 %      |             |             |
|                                  | Anne Hidalgo          | Parti socialiste              | PS                  | 0           | 0,00 %      |             |             |
|                                  | Fabien Roussel        | Parti communiste français     | PC                  | 0           | 0,00 %      |             |             |
|                                  | Nicolas Dupont-Aignan | Debout la République          | DLR                 | 0           | 0,00 %      |             |             |
|                                  | Yannick Jadot         | Europe Écologie-Les Verts     | EELV                | 2           | 3,92 %      |             |             |
|                                  | Nathalie Arthaud      | Lutte Ouvrière                | LO                  | 1           | 1,96 %      |             |             |
|                                  | Philippe Poutou       | Nouveau Parti anticapitaliste | NPA                 | 0           | 0,00 %      |             |             |
|                                  |                       |                               |                     |             |             |             |             |
| Gesamt                           | Gesamt                | Gesamt                        | Gesamt              | 51          | 100 %       | 44          | 100 %       |
|                                  |                       |                               |                     |             |             |             |             |
| Gültige Stimmen                  | Gültige Stimmen       | Gültige Stimmen               | Gültige Stimmen     | 51          | 98,08 %     | 44          | 83,02 %     |
| Ungültige Stimmen                | Ungültige Stimmen     | Ungültige Stimmen             | Ungültige Stimmen   | 1           | 1,92 %      | 9           | 16,98 %     |
| Wahlbeteiligung                  | Wahlbeteiligung       | Wahlbeteiligung               | Wahlbeteiligung     | 52          | 83,87 %     | 53          | 85,48 %     |
| Enthaltungen                     | Enthaltungen          | Enthaltungen                  | Enthaltungen        | 10          | 16,13 %     | 9           | 14,52 %     |
| Registrierte Wähler              | Registrierte Wähler   | Registrierte Wähler           | Registrierte Wähler | 62          |             | 62          |             |
|                                  |                       |                               |                     |             |             |             |             |
| Quelle: Ministère de l'Intérieur |                       |                               |                     |             |             |             |             |

Die Präsidentschaftswahlen 2022 in Connezac konnte Marine Le Pen für sich entscheiden.

## Wirtschaft

### Beschäftigung
Im Jahr 2015 betrug die erwerbsfähige Bevölkerung zwischen 15 und 64 Jahren 32 Personen, was 41,0 % der Gesamtbevölkerung entspricht. Die Zahl der Arbeitslosen hat sich seit 2010 von 1 auf 4 Personen erhöht, die Arbeitslosenquote beträgt somit 12,5 %.
.

### Unternehmen
Am 31. Dezember 2015 waren in der Gemeinde 9 Unternehmen ansässig, davon 3 im Baugewerbe, 2 Unternehmen im Sektor Handel, Transport oder Dienstleistungen, 2 im Sektor Verwaltung, Bildung, Gesundheit oder Soziales, ein Unternehmen in Landwirtschaft, Forsten und Fischerei und ein Unternehmen in der Industrie.

## Sehenswürdigkeiten
- Das sich in Privatbesitz befindende Château de Connezac aus dem 16. und 17. Jahrhundert, Monument historique seit 1945.
- Die Pfarrkirche Saint-Martin, ehemalige Schlosskapelle und ebenfalls Monument historique.

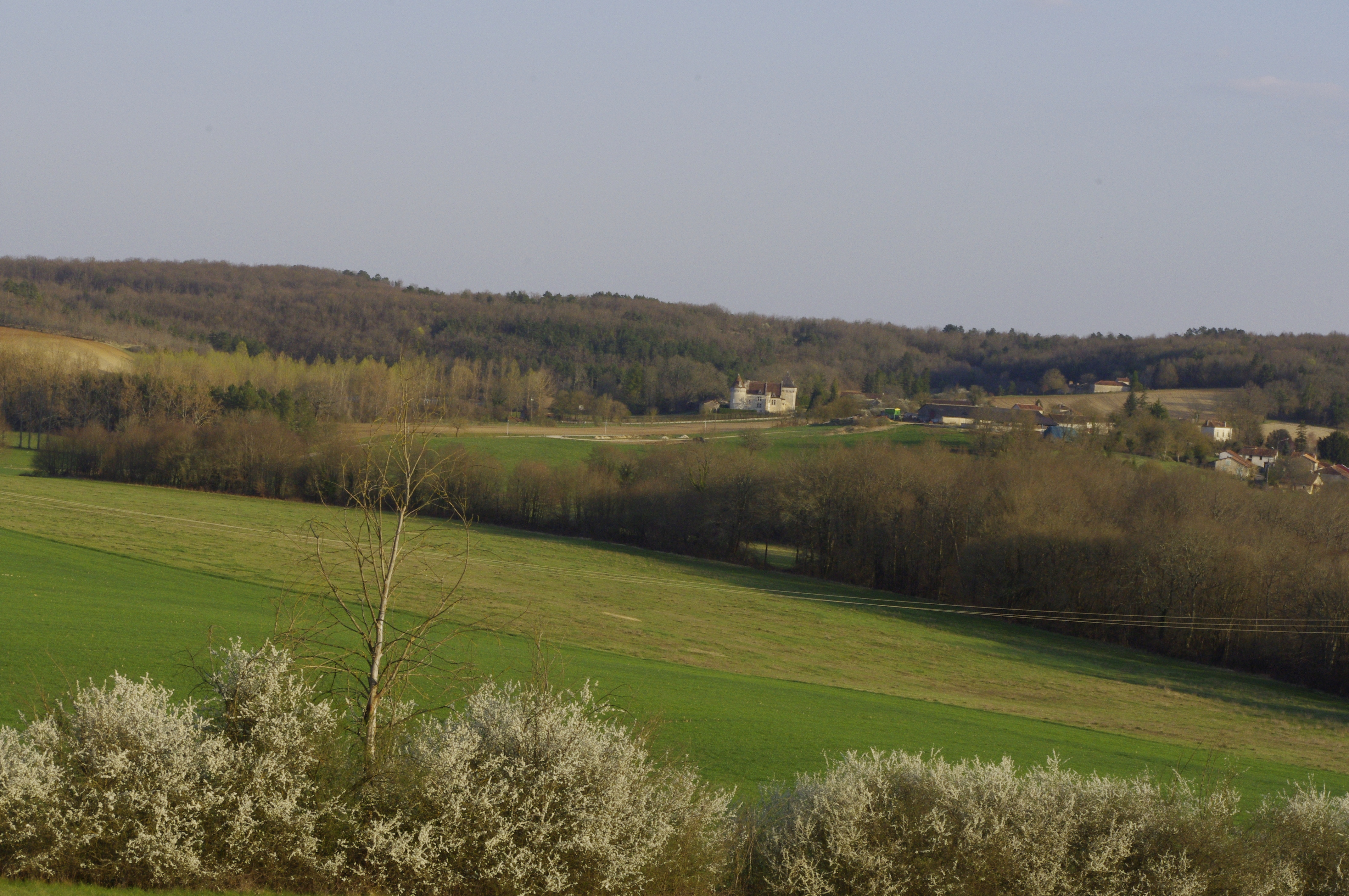
Connezac von Westen
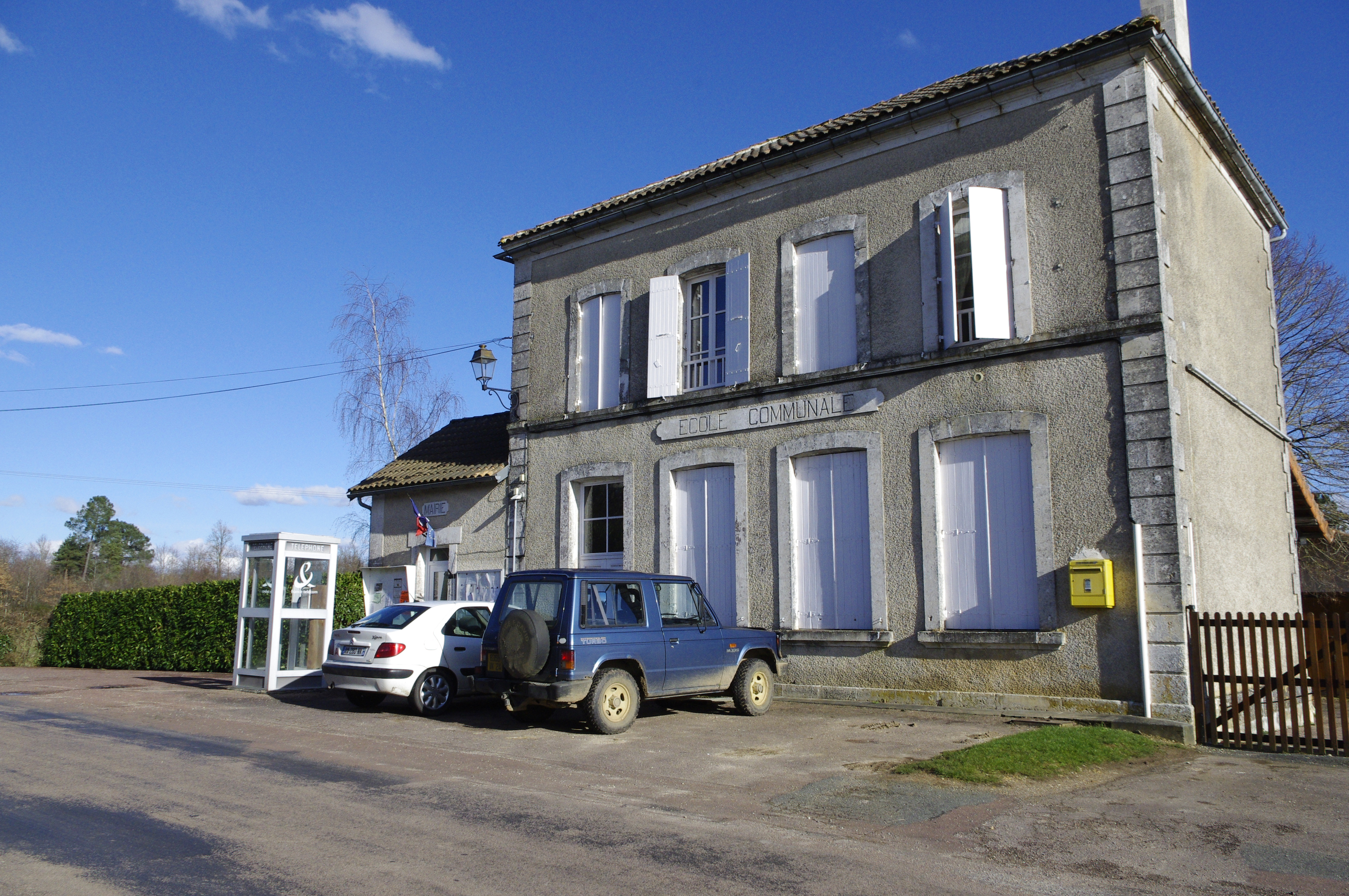
Die Mairie von Connezac in Maine Rousset
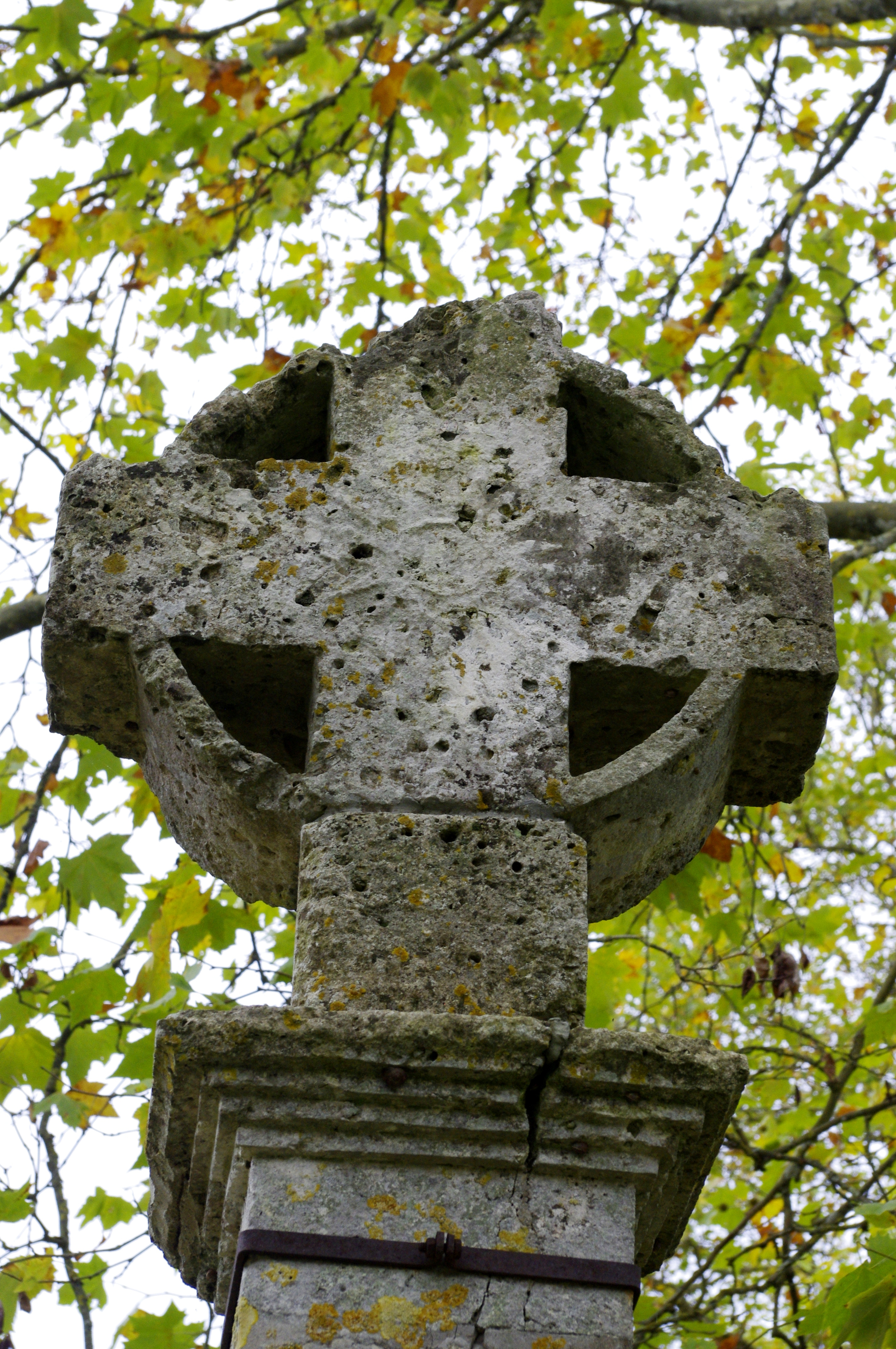
Wegekreuz
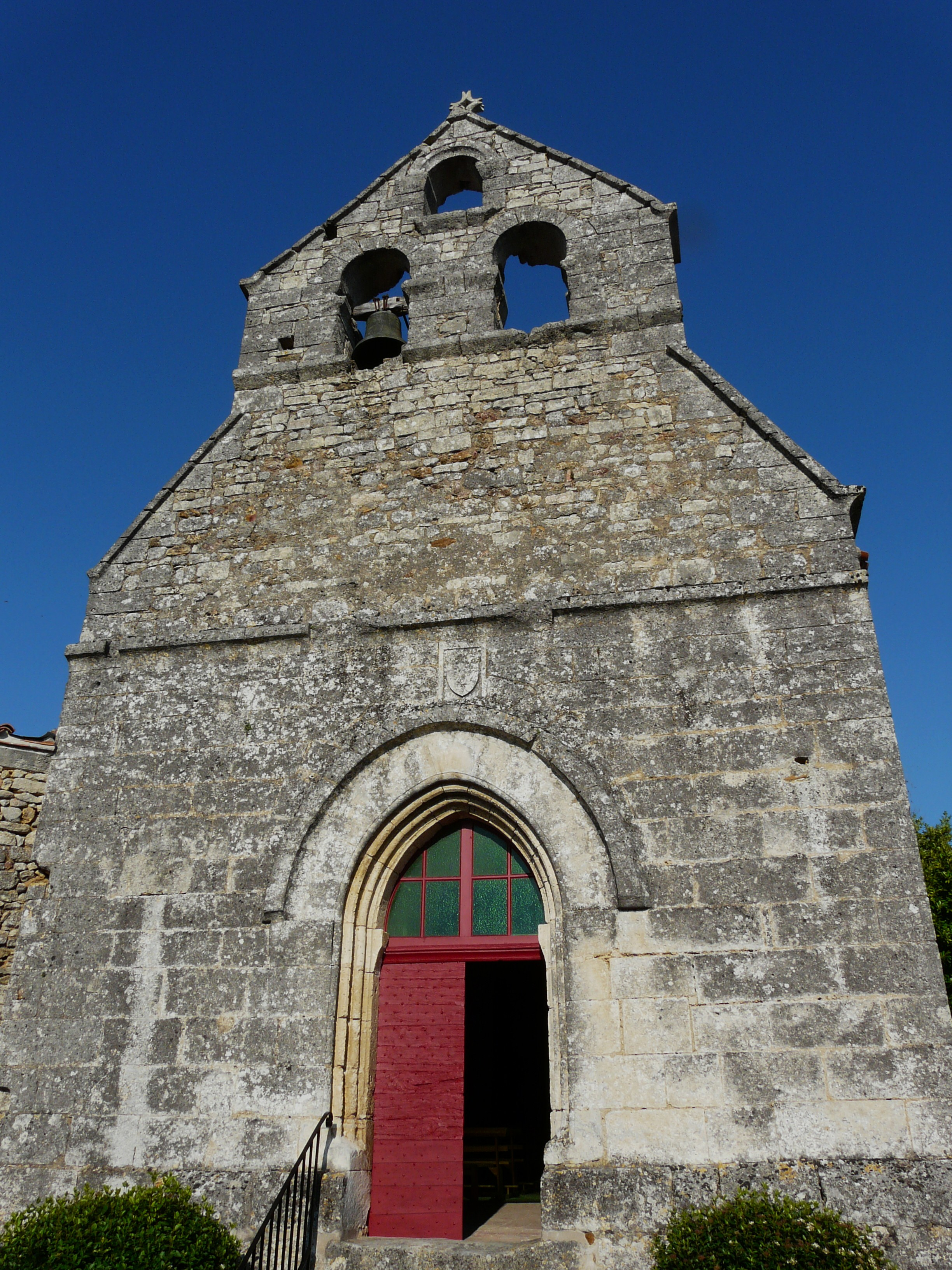
Die Schlosskapelle Saint-Martin
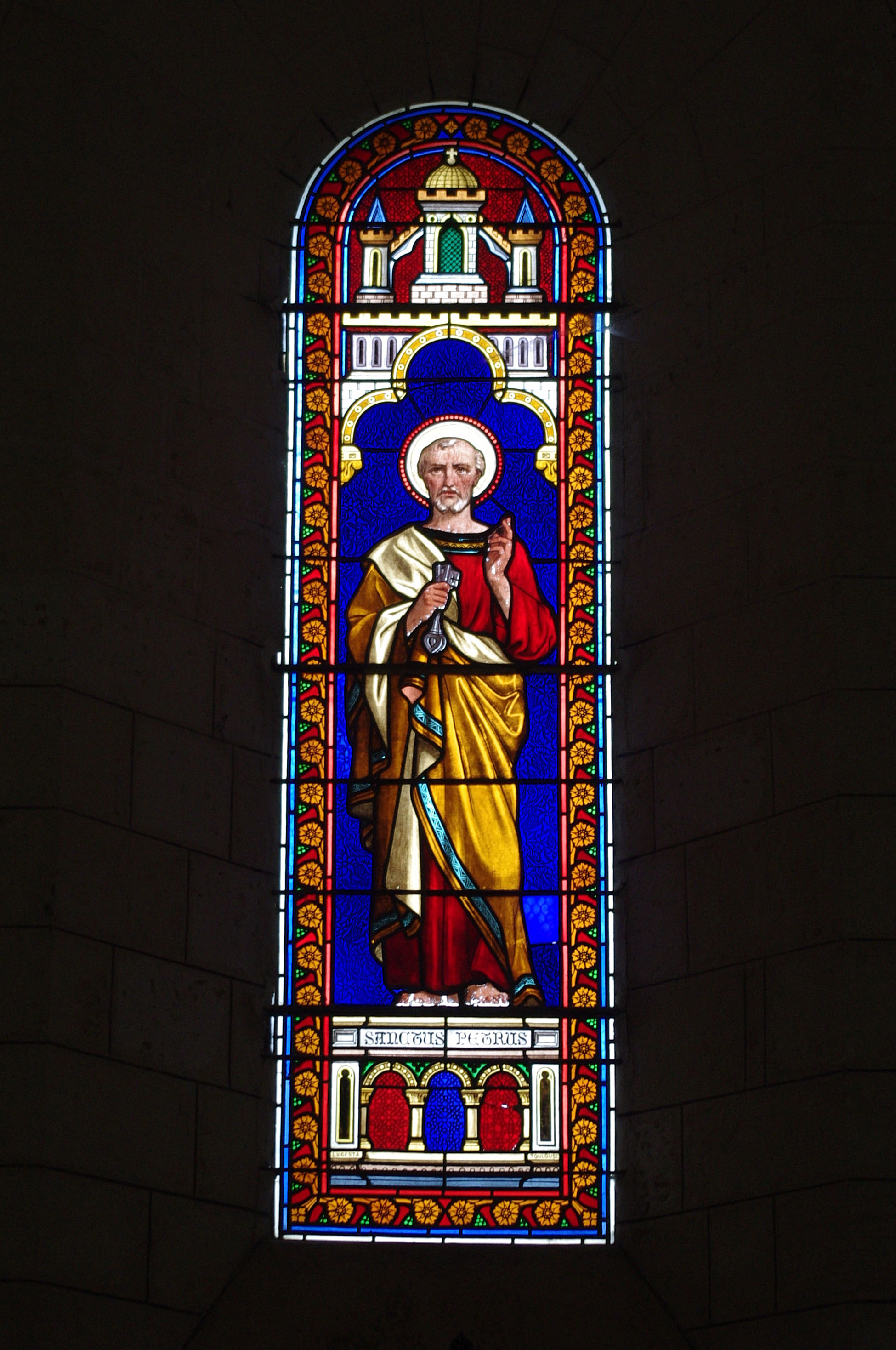
Buntglasfenster mit Heiligem Petrus
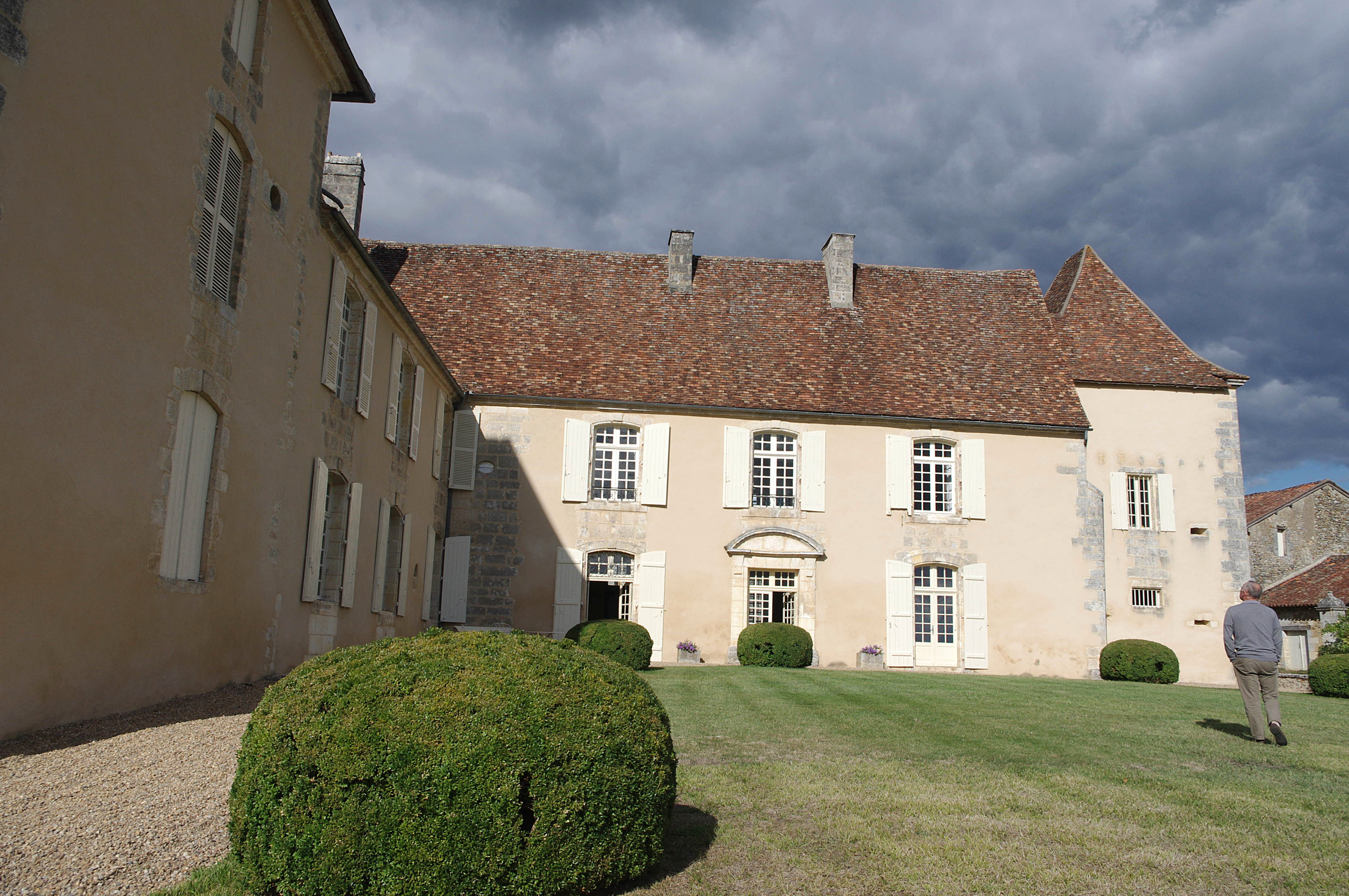
Château de Connezac
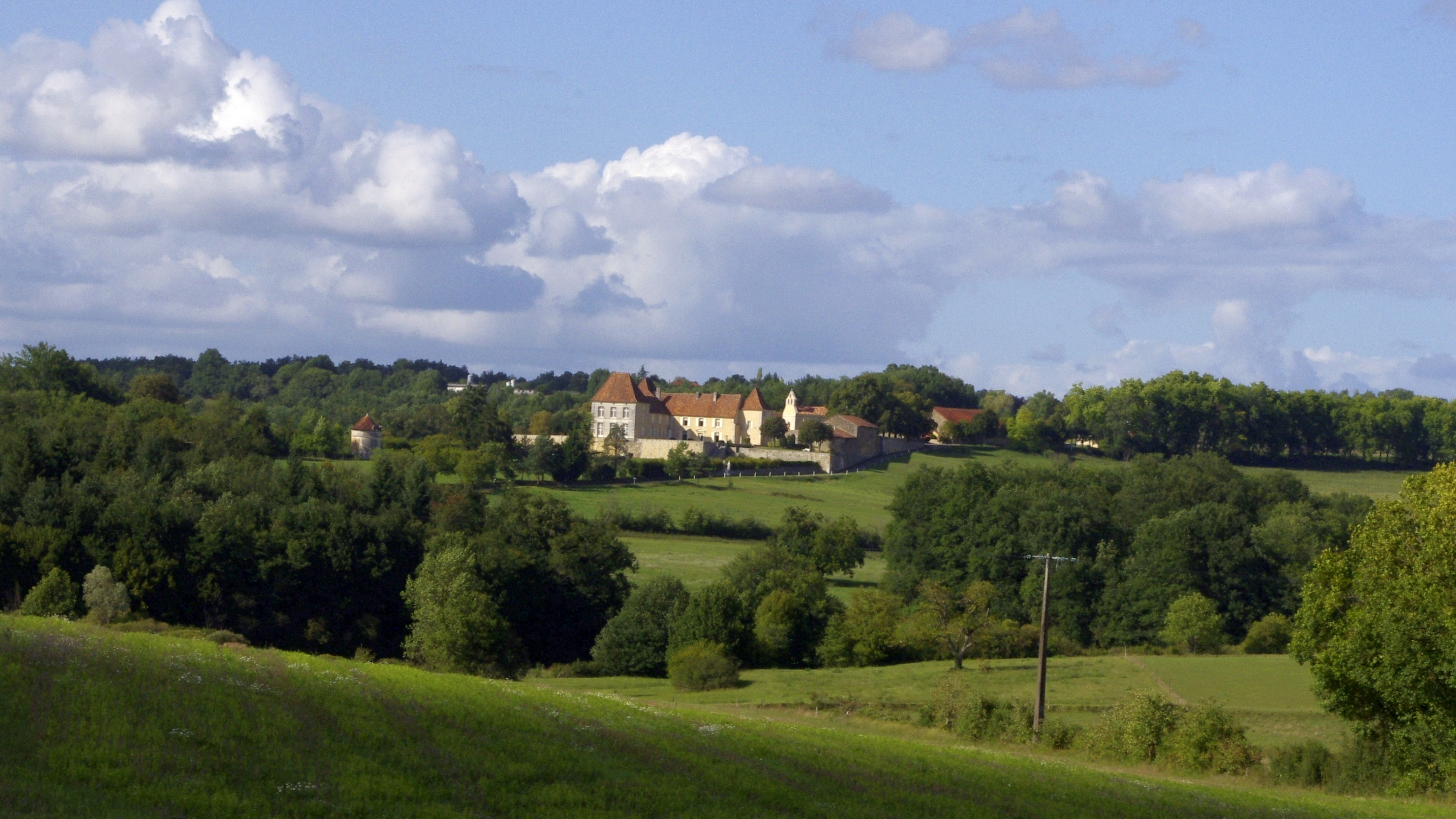
Connezac von Süden
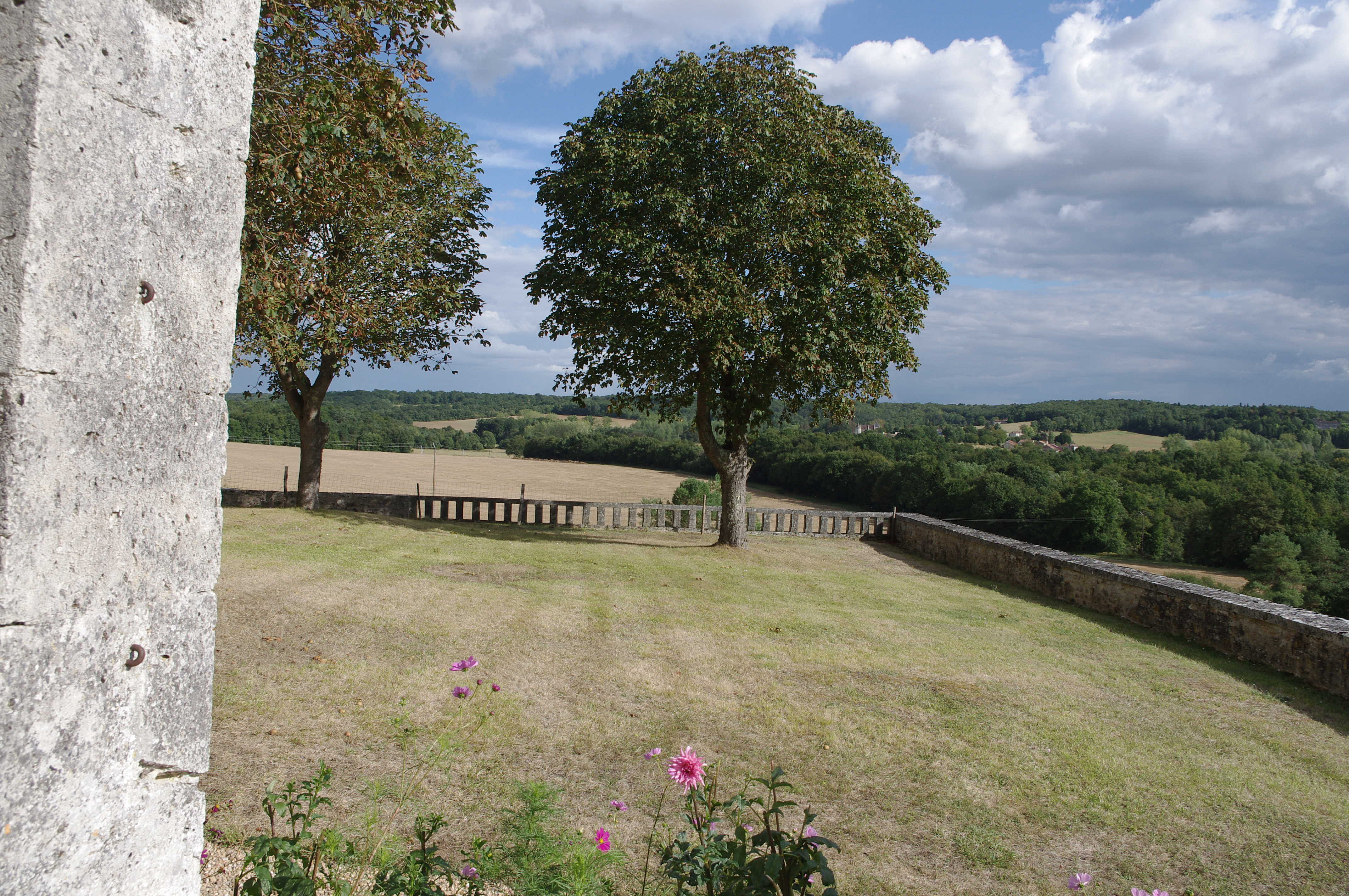
Blick vom Schloss gen Osten
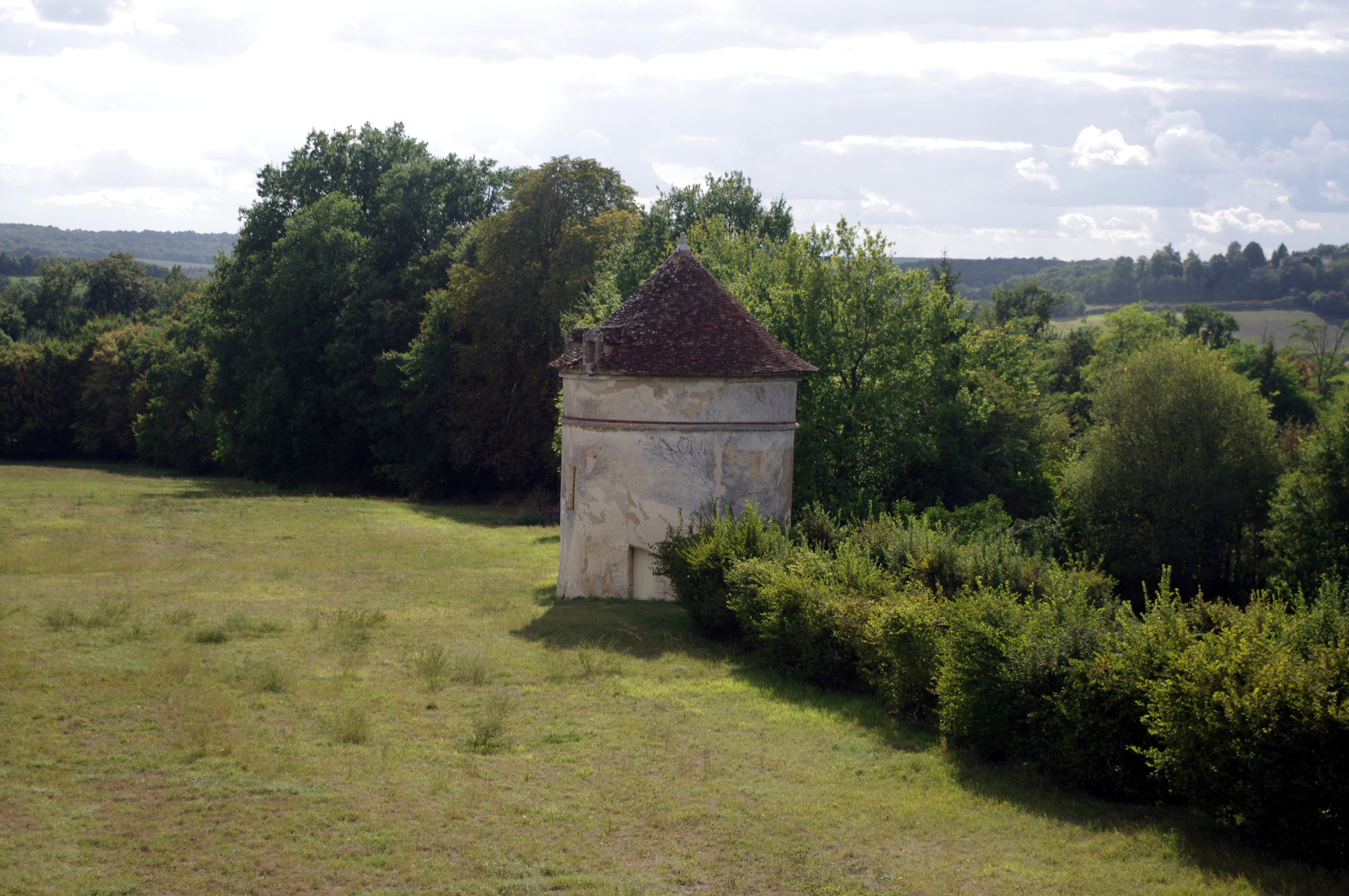
Blick über den Taubenturm des Château de Connezac nach Südwesten in das Tal des Ruisseau de Beaussac